# دتش ليونارد (لاعب كرة قاعدة)
دتش ليونارد (بالإنجليزية: Dutch Leonard) هو لاعب كرة قاعدة أمريكي، ولد في 16 أبريل 1892 في Birmingham, Erie County, Ohio ‏ في الولايات المتحدة، وتوفي في 11 يوليو 1952 في فريسنو في الولايات المتحدة.

## وصلات خارجية
- دتش ليونارد (لاعب كرة قاعدة) على موقعبيزبول رفرنس.كوم (الدوري الرئيسي) (الإنجليزية)
- دتش ليونارد (لاعب كرة قاعدة) على موقعبيزبول رفرنس.كوم (الدوري الثانوي) (الإنجليزية)
- دتش ليونارد (لاعب كرة قاعدة) على موقع جمعية أبحاث البيسبول الأمريكية (الإنجليزية)